# Cioară de Sinaloa
Cioara de Sinaloa (Corvus sinaloae) este o pasăre originară din vestul Mexicului.

## Descriere
Cioara de Sinaloa măsoară aproximativ 35 cm și este aproape identică cu cioara de Tamaulipas. Amândouă au un penaj negru cu un luciu violet, iar ciocul și picioarele sunt și ele negre. Ciripiturile acestor două păsări nu seamănă între ele.  

## Răspândire și habitat
Această pasăre trăiește în aproprierea coastei Pacificului, în zona dintre sudul Sonorei și orașul Manzanillo. Trăiește în zonele de coastă și se hrănește pe malul oceanului, în semideșert, în păduri, pe malul râurilor, dar și pe dealuri înalte de peste 300 m. Este comună în orașele de coastă și în sate.

## Dietă
Se hrănește atât pe sol, cât și în copaci. Pe mare mișcă pietre ca să găsească crabi, scoici și insecte. Mănâncă și fructe, ouă și pui ai altor păsări. 